# クリック詐欺
クリック詐欺 (Click fraud) とは、クリック報酬型広告を不正にクリックすることで広告料を騙し取る、あるいは他者に広告費支出を強いる行為を指す。実際に広告効果がないにもかかわらず広告費だけが増大するため、インターネットマーケティングに対する脅威となっている。

## 手法
クリック報酬型広告は、広告がクリックされることで広告料が発生する。そのため、広告を設置した者が自ら広告をクリックし、報酬を騙し取ろうとすることが行われる。また、競合企業の広告を大量にクリックすることで、その企業の広告費を増加させ、間接的に損害を与えるといった事も行われている。
これらの行為に対し、広告サービスを提供する側は不正なクリックをフィルタリングで除外している。一方で詐欺を行う者は、安い労働力を使った人海戦術を用いたり、ボットネットを利用したりして正当なクリックに見せようとする。

## 被害
インターネット犯罪対策企業の Click Forensics によれば、クリック報酬型広告を出稿している企業の広告費のうち、約30%がボットネットの不正クリックによるものだとしている。また、広告サービス提供者が、不当に広告費を払わされたとして広告主から提訴される事態も発生している。